# Ludwik Margules
Ludwik Margules Coben (Varsovia, 15 de diciembre de 1933 - Ciudad de México, 7 de marzo de 2006) fue un director de teatro polaco naturalizado mexicano. Impartió clases de actuación durante más de 40 años. 

## Estudios
Vivió en su país natal durante la invasión nazi y soviética de 1939 y la Segunda Guerra Mundial. Realizó sus estudios en la Facultad de Periodismo de la Universidad de Varsovia. Se trasladó a México en 1956 donde estudió en la Facultad de Filosofía y Letras de la Universidad Nacional Autónoma de México y posteriormente a la Escuela de Arte Teatral del Instituto Nacional de Bellas Artes (INBA) así como a la Escuela de Artes Dramáticas de Seki Sano.

## Trayectoria como director y maestro
Inició su trayectoria como asistente de los directores Fernando Wagner, Rafael López Mirnau y Álvaro Custodio. Llegó a dirigir más de 40 obras teatrales, así como las óperas: El progreso del libertino de Ígor Stravinski y Wystan Hugh Auden, y Fausto de Charles Gounod y Jules Barbier. Colaboró en el Canal Once (XEIPN-TV) como director de teleteatros y como conductor del programa La cultura y la ciencia en México. 
Por más de 40 años impartió clases en la Escuela de Arte Teatral del INBA, en el Centro Universitario de Estudios Cinematográficos (CUEC) de la UNAM, en el Centro Universitario de Teatro, en el Núcleo de Estudios Teatrales, en el Centro de Capacitación Cinematográfica. Fue director del Departamento de Actividades Teatrales de la UNAM en 1977 y de 1980 a 1985, asimismo, fundó y dirigió la escuela de arte dramático El Foro. Teatro Contemporáneo, en donde también impartió clases de actuación, dirección y literatura comparada. Murió, a consecuencia de cáncer, el 7 de marzo de 2006. Sus restos mortales fueron sepultados en el Panteón Israelita de la Ciudad de México. La actriz Claudia Soberón se refirió a él en una reseña como “el hijo amado del teatro de México”.

## Premios y distinciones
- Premio Nacional de Ciencias y Artes en el área de Bellas Artes otorgado por la Secretaría de Educación Pública de México en 2003.
- Homenaje realizado por el Centro Nacional de las Artes (Cenart) y la Universidad Nacional Autónoma de México (UNAM) en 2004.

## Dirección de teatro
Dirigió más de 40 puestas en escena, entre ellas destacan:
- A puerta cerrada de Jean Paul Sartre, en 1962.
- La estrella de Sevilla de Lope de Vega, en 1966.
- La trágica historia del doctor Fausto de Christopher Marlowe, en 1967.
- Ricardo III de William Shakespeare, en 1971.
- De la vida de las marionetas de Ingmar Bergman, en 1983.
- Jacques y su amo: Homenaje a Denis Diderot en tres actos de Milan Kundera, en 1988.
- Ante varias esfinges de Jorge Ibargüengoitia, en 1991.
- El camino rojo a Sabaiba de Óscar Liera, en 1999-2000.
- Los justos de Albert Camus, en 2003.[5]

## Dirección de cine
- Cuaderno veneciano, documental del que también fue productor, en 1977.
- La madrugada, en 1980.
- En clave de sol, documental que él también escribió, en 1981.

## Actor de cine y televisión
- Tú, yo, nosotros, en 1972.
- Cinco mil dólares de recompensa, en 1974.
- Cuartelazo, en 1977.
- El mexicano, en 1977.
- La crisálida, corto, en 1997.
- Cuentos para solitarios, serie de televisión, en 1999.